# Johann Georg Wunderlich
Johann Georg Wunderlich (Bayreuth, 2 februari (?) 1755 - Parijs, 1819) was een Duits fluitist, werkzaam in Frankrijk. Daarnaast was hij docent en componist.
Hij studeerde aanvankelijk bij zijn vader die hoboïst was in de kapel van de markgraaf van Ansbach. Toen hij 21 was ging hij studeren in Parijs bij Félix Rault. Van 1778 tot 1783 was Wunderlich lid van het orkest van de Concerts spirituels. In 1781 wordt hij tweede fluitist in het orkest van de Opera van Parijs, en in de jaren 1787-1813 eerste fluitist van de Opera. In de jaren 1795-1816 was hij de docent fluit aan het in 1795 opgerichte Conservatorium van Parijs, in de jaren 1803-1816 zelfs als enige docent fluit. Tot zijn leerlingen behoorden Jean-Louis Tulou en Benoit Tranquille Berbiguier en Joseph Guillou.
In 1804 publiceerde Wunderlich op basis van de voorbereidingen van zijn overleden collega Antoine Hugot de lesmethode Méthode de Flûte du Conservatoire, par M.M. Hugot et Wunderlich/ Membres du Conservatoire. Wunderlich schreef verder kamermuziek voor fluit, onder andere sonates, solostukken en etudes.